# دستين بورليسون
داستن بيرلسون هو أخصائي تقويم الأسنان الأمريكي.

## مهنته
بدأ الدكتور بيرلسون ممارسته الخاصة لتقويم الأسنان في عام 2006. في شركته الخاصة بيرلسون سيمينارس "Burleson Seminars" قام بتوفير أدوات للتدريب والممارسة، وخطط التسويق والموارد لتدريب الموظفين الجدد. وبصفته أستاذ مساعد في الطب السريري، درس بيرلسون في UMKC وفي مستشفى الرحمة للأطفال.
يستخدم بيرلسون تدريبه المتخصص لمساعدة المرضى الذين يعانون من فلح الشفة والحنك في مستشفى سانت لوك. الدكتور بيرلسون هو مدير مؤسسة Leo H لتقويم الأسنان والقلب الوجهي. كما يقوم بيرلسون بدعم سميلز تشانج ليفس وهو أكبر مزود في البلاد للرعاية التقويمية المجانية من خلال هذا البرنامج لتقويم الأسنان.

## جوائز
- جائزة التفاح الذهبية لقيادة الأسنان الجديدة من الجمعية الأمريكية لطب الأسنان (2014).[9]
- جائزة الخدمة المتميزة من سميلز تشانج ليفس (2014)[10]
- أعلى طبيب أسنان من قبل 435 مجلة الجنوب (2013-2016).[11]
- «الأفضل في نورثلاند» الجائزة الفضية (تقويم الأسنان) [12]

## منشورات
الدكتور بيرلسون هو مؤلف كتيب أورثو"The Ultimate Ortho Handbook"، كتاب «توقف عن إخفاء ابتسامتك!» "Stop Hiding Your Smile!" دليل لأولياء الأمور باختيار طبيب تقويم الأسنان بثقة. كما ساهم في النشر في مجلة جمعية طب الأسنان الأمريكية والمجلة الشهرية للابتسامات مذهلة.

## حياته
ولد بيرلسون لعائلة من أطباء الأسنان، وقد أمضى سنواته المبكرة في سن المراهقة في العمل في مكتب والده لطب الأسنان، وهي التجربة التي أدت به إلى مواصلة حياته المهنية في مجال طب الأسنان. بين فصلين دراسيين في الكلية، عمل في شركة تسويق. في جامعة كانساس سيتي (ميزوري)، درس علم الأحياء وحصل على درجة البكالوريوس في الآداب. وقال انه كان قادرا على استكمال كل من تدريبه الخاص في تقويم الأسنان وكذلك دراسة طب الأسنان في UMKC.
وهو يقيم في مدينة كانساس سيتي بولاية ميسوري مع عائلته.

## وصلات خارجية
- Burleson Orthodontics Official site
- Burleson Seminars
- Smiles Change Lives